# 堰沢結萌
堰沢 結萌（せぎざわ ゆめ、2016年2月5日 - ）は、日本の女性子役。ウォーターブルー所属。

## 人物
- 特技は歌、ピアノ、剣道、ブリッジ歩き[1]。
- 堰沢結衣、堰沢結愛は姉。

## 出演作品

### テレビ番組
- プレバト!!「竹芝旅行ターミナル篇」（2020年、TBSテレビ）

### テレビドラマ
- 大河ドラマ 真田丸（2016年、NHK総合テレビジョン） - 捨 役

### 映画
- 吉野組「SENIOR MAN」（2017年） - 赤ちゃん 役
- ほうきに願いを（2021年） - 石橋美由紀〈幼少期〉 役

### CM
- アリエール（2020年）
- Meiji Seika ファルマ（2020年）
- かんぽ生命（2021年）

### WEB
- Meiji Seika ファルマ（2020年） - 友達 役
- エアエル（2019年）
- サントリー スパークリングウォーター
- レタリア 01 憧れの先生 1分半Ver 002（2020年） - 友達2 役
- コカ・コーラ ミニッツメイドぷるんぷるんQoo「ぷるんがあればごきげんさん」（2022年）
- 伊予銀行（2022年）
- 農協ヨーグルト（2021年）
- パークホームズ船堀（2021年）
- ユアズ 採用動画（2012年） - 迷子の子供 役

### スチール
- サンクレイドル川口（2019年）
- 稲毛海浜公園プール（2021年）
- スーツカンパニー成人式（2022年）

### イベント
- ユニファ 新サービス「るくみー午睡チェック」記者会見

### その他コンテンツ
- 西武鉄道 SEIBU Short Stories 第2話「好きの一歩を踏み出そう（2018年） - ナナちゃん 役
- NEC グランクオリティ（2016年）